# Acianthera murexoidea
Acianthera murexoidea är en orkidéart som först beskrevs av Guido Frederico João Pabst, och fick sitt nu gällande namn av Alec M. Pridgeon och Mark W. Chase. Acianthera murexoidea ingår i släktet Acianthera och familjen orkidéer. Inga underarter finns listade i Catalogue of Life.